# Vincenzo Legrenzio Ciampi
Vincenzo Legrenzio Ciampi (* 2. April 1719 Piacenza d’Adige (Padua)?; † 30. März 1762 Venedig) war ein italienischer Komponist. Seine Oper Bertoldo alla corte trug (über Umwege) zur Entwicklung der deutschen Spieloper bei.

## Werdegang
Über Vincenzo Legrenzio Ciampis Leben existieren noch keine gründlichen Studien, wie 1952 in der großen deutschen Enzyklopädie Die Musik in Geschichte und Gegenwart angeführt. Die damalige Situation (1952) besteht heute noch.
Er studierte bei den Hauptvertretern der Neapolitanischen Schule Francesco Durante und Leonardo Leo in Neapel. Die erste Oper des 18-jährigen Komponisten Da un disordine nasce un ordine, Opera buffa in 3 Akten (Text: Gennaro Antonio Federico), hatte 1737 ihre Uraufführung in Neapel. Von 1748 bis 1756 lebte er (vielleicht mit Unterbrechungen) in London. 1760 wurde er Kapellmeister am venezianischen Ospedale degli Incurabili, einem der vier berühmten Mädchen-Konservatorien Venedigs.
Seine 1748 in Venedig an San Moisè uraufgeführte Opera buffa Bertoldo alla corte (Text: Carlo Goldoni, auch mit abgewandelten Titeln) war danach international an den großen Opernhäusern in Braunschweig, Potsdam, Amsterdam, London, Prag und Petersburg erfolgreich. In Paris wurde sie von Charles-Simon Favart in dessen Ninet à la cour im damals beliebten Pariser Genre der Opern-Parodie bearbeitet. Dieser Vorgang diente Johann Adam Hiller als Anregung zu seinem Singspiel Lottchen am  Hofe (Leipzig 1767). Dieses wiederum trug zur Entwicklung der deutschen Spieloper bei.
Ein ähnlicher Fall internationaler Zusammenarbeit liegt z. B. mit Mozarts Singspiel Bastien und Bastienne (Wien 1767/68) vor.

## Werke
Vincenzo Legrenzio Ciampi komponierte mehr als zwanzig Opern, vier Oratorien sowie Kirchen- und Instrumentalmusik. Annähernd 300 Werke verzeichnet das Internationale Quellenlexikon der Musik (RISM OPAC-online). Danach wurden mehrere Opern zu Lebzeiten Ciampis gedruckt, sowohl ernste, als auch Buffo-Opern. Bei Operone ist eine Übersicht von Ciampis Operntiteln verzeichnet. Die verschiedenen Bearbeitungen von Ciampis sehr erfolgreicher Opera buffa Bertoldo alla corte wurden zeitnah von französischen und englischen Verlagen veröffentlicht. Z. B. erschien bei John Walsh in London in der populären Reihe der „Favorit-Arien“ The favourite songs in the opera call’d Bertoldo. Mehrere Sammlungen Instrumentalkonzerte, Violin- und Trio-Sonaten von Ciampi erschienen in zeitgenössischen Londoner Drucken.

### Opern
- Da un disordine nasce un ordine, commedia per musica; Libretto: Gennaro Antonio Federico; Herbst 1737, Neapel, Teatro dei Fiorentini
- La Beatrice, commedia per musica; Libretto: Gennaro Antonio Federico; Karneval 1740, Neapel, Teatro Nuovo
- La Lionora, commedia per musica (zusammen mit Nicola Bonifacio Logroscino); Libretto: Gennaro Antonio Federico; Januar 1742, Neapel, Teatro dei Fiorentini
- La Flaminia, dramma per musica; Libretto: unbekannt; Frühling 1743, Neapel, Teatro Nuovo
- L’Arminio, dramma per musica; Libretto: Federico de Navarra; Herbst 1744, Neapel, Teatro dei Fiorentini
- L’amore ingegnoso, commedia per musica; Libretto: Antonio Palomba; Herbst 1745, Neapel, Teatro dei Fiorentini
- Artaserse, dramma per musica; Libretto: Pietro Metastasio; 1747, Palermo, Teatro di Santa Cecilia
- L’Adriano, dramma per musica; Libretto: Pietro Metastasio; ca. 16. Januar 1748, Venedig, Teatro San Cassiano; auch 1750 als Adriano in Siria in London
- La scuola moderna, o sia La maestra di buon gusto, dramma giocoso per musica (Bearbeitung von La maestra von Gioacchino Cocchi); Libretto: Carlo Goldoni; ca. 30. November 1748, Venedig, Teatro Giustiniano di S. Moisè; auch im Februar 1749 als La maestra in London; im Herbst 1749 als La maestra di scola in Verona; 1750 in Valdagno
- Bertoldo, Bertoldino e Cacasenno, dramma giocoso per musica; Libretto: Carlo Goldoni; 4. Januar 1749, Venedig, Teatro San Moisè; weitere Aufführungen bis 1762 in Braunschweig, Verona, Mailand, Padua, Straßburg, Paris, Cremona, London, Ferrara, Pesaro, Piacenza, München und Prag
- La favola de’ tre gobbi, intermezzi a 5; Libretto: Carlo Goldoni; ca. Januar 1749, Venedig, Teatro San Moisè; weitere Aufführungen bis 1782 mit unterschiedlichen Titeln wie Li tre gobbi rivali amanti di Madama Vezzosa, Les trois bossus oder Li tre difettosi rivali in amore in Verona, Mailand, Padua, Florenz, Potsdam, Ferrara, München, Wien, Magdeburg, Modena, Prag, London, Bonn, Gotha, Hamburg und Parma
- Il negligente, dramma comico per musica; Libretto: Carlo Goldoni; ca. 11. November 1749, Venedig, Teatro San Moisè; weitere Aufführungen bis 1762 in London, Leida, Lodi (als Il trascurato), Florenz (als Lo spensierato), Bologna, Triest, Turin, Braunschweig, Porto und Frankfurt.
- Il trionfo di Camilla, dramma per musica; Libretto: Silvio Stampiglia; 31. März 1750, London, King’s Theatre am Haymarket
- Didone, dramma per musica; Libretto: Pietro Metastasio; 5. Januar 1754, London, King’s Theatre am Haymarket
- Il chimico, commedia in musica; Libretto: unbekannt; Karneval 1755, Venedig, Teatro San Samuele
- Catone in Utica, dramma per musica; Libretto: Pietro Metastasio; 26. Dezember 1756, Venedig, Teatro San Benedetto
- La clemenza di Tito, dramma per musica; Libretto: Pietro Metastasio; Karneval 1757, Venedig, Teatro San Moisè; auch 1759 in Reggio dell’Emilia
- La governatrice scaltra, dramma giocoso per musica (Pasticcio mit weiterer Musik von Gioacchino Cocchi); Libretto: Antonio Palomba und Carlo Goldoni; Herbst 1757, Vigevano, Teatro
- Arsinoe, dramma per musica; Libretto: G. B. Galliani; Karneval 1758, Turin, Teatro Regio
- Gianguir, dramma per musica; Libretto: Apostolo Zeno; 26. Dezember 1759, Venedig, Teatro San Benedetto
- Amore in caricatura, dramma per musica; Libretto: Carlo Goldoni; 18. Januar 1761, Venedig, Teatro Sant’Angelo; auch 1762 in Kopenhagen; 1775 in Padua und Mailand
- Tolomeo, re d’Egitto, dramma per musica (Pasticcio mit weiterer Musik von Gioacchino Cocchi und Baldassare Galuppi); Libretto: Nicola Francesco Haym; 2. Januar 1762, London, King’s Theatre am Haymarket
- Antigona, dramma per musica; Libretto: Gaetano Roccaforte; Messe Ascensione 1762, Venedig, Teatro San Samuele

Zweifelhaft
- L’Arcadia in Brenta, melodramma giocoso (zweifelhaft); Libretto: Carlo Goldoni; 1746

### Oratorien
- Bethulia liberata, Libretto: Pietro Metastasio (?), 1747, Venedig
- Christus a morte quaesitus et in Calvario inventus, 1748, Venedig
- Vexillum fidei, 1759, Venedig
- Virgines prudentes et fatuae, 1760, Venedig

### Geistliche Werke
- Missa solemnis, 1758
- Kyrie – Gloria
- Te Deum, 1758
- Salve regina
- mindestens 15 Motetten

### Sonstige Werke
- Diverse Arien
- Solfeggios
- 24 Sonaten für zwei Violinen und Basso continuo, op. 1 und 2 (1751?)
- 6 Sonaten für Cembalo (1751)
- 6 Concertos für Oboe/Flöte, Streicher und Basso continuo, op. 3
- 6 Concertos für Flöte/Oboe, Streicher und Basso continuo, op. 4 (1753?)
- 6 Solos für Violine und Basso continuo, op. 5 (1756?)
- 6 Ouvertüren zu 9 Stimmen für zwei Oboen, zwei Hörner, Streicher und Basso continuo, op. 5bis (1757?)
- 6 Concertos zu 6 Stimmen für drei Violinen, Viola und Basso continuo (Cembalo, Violoncello), op. 6 (1754)
- 6 Concertos für Orgel/Cembalo und Streicher, op. 7 (1756)
- A 10th Favourite Opera Overture für Streicher (1764)

## Pädagogisches Werk
Vielleicht aus der Zeit am Ospedale degli Incurabili, einem der vier berühmten Mädchen-Konservatorien in Venedig, stammen die 25 Solfeggi del | Sig.r Vicenzo [!] Ciampi für Voce und Basso. Sie werden in der Biblioteca nazionale di S. Cecilia, Rom aufbewahrt.